# Agrodiaetus mongolica
Agrodiaetus mongolica är en fjärilsart som beskrevs av Forster 1971. Agrodiaetus mongolica ingår i släktet Agrodiaetus och familjen juvelvingar. Inga underarter finns listade i Catalogue of Life.